# Pomacentrus lepidogenys
Pomacentrus lepidogenys ist ein im Indopazifik verbreiteter Fisch in der Familie der Riffbarsche.

## Forschungsgeschichte
Die Erstbeschreibung der Art erfolgte 1928 durch Henry Weed Fowler und Barton Appler Bean auf Basis von drei Exemplaren, die im Rahmen einer Fahrt des Forschungsschiffes „Albatross“ des United States Bureau of Fisheries vor den Philippinen gefangen worden waren.

## Merkmale
Dieser Fisch erreicht eine Länge von 90 mm. Er ist durch eine graue Färbung, bis auf die gelbe Rückenflosse und die teilweise gelbe Schwanzflosse gekennzeichnet. Die Nahrung besteht aus Algen und Kleintieren des Zooplanktons. In der Rückenflosse befinden sich 13 Hartstrahlen und 14 bis 15 Weichstrahlen. In der Afterflosse sind zwei Hartstrahlen und 12 bis 14 Weichstrahlen vorhanden.

## Verbreitung und Lebensweise
Das Verbreitungsgebiet reicht von den Andamanen und Sumatra über Südostasien und Australien bis ins südliche Japan und nach Neukaledonien. Die Exemplare halten sich vorwiegend in Lagunen, an Korallenriffen sowie an Meeresfelsen auf und erreichen eine Tiefe von 12 Metern. Sie suchen die Nähe der Korallen Pocillopora damicornis, Stylophora pistillata und der Gattung Acropora. Die Lebenslänge übersteigt selten vier Jahre. Während der Paarungszeit bilden Männchen und Weibchen Paare. Das Weibchen befestigt die Eier an festen Objekten. Danach wird das Gelege vom Männchen bewacht.

## Gefährdung
Der Schwund von Korallenriffen wirkt sich negativ auf den Bestand aus. Einige Exemplare werden gefangen und in Meeresaquarien ausgesetzt. Die IUCN listet Pomacentrus lepidogenys in der Vorwarnliste (near threatened).